# Gloria Stroock
Gloria Jane Stroock est une actrice américaine, née le 10 juillet 1924 à New York (États-Unis) et morte le 5 mai 2024 à Tucson, Arizona.

## Filmographie
- 1950 : The Girls (série TV) : Cornelia Otis Skinner (Feb-Mar)
- 1972 : The Snoop Sisters (TV) : Pinky Allen
- 1975 : Le Jour du fléau (The Day of the Locust) : Alice Estee
- 1977 : Touche pas à mon gazon (Fun with Dick and Jane) de Ted Kotcheff : Mildred Blanchard
- 1977 : Rosetti and Ryan: Men Who Love Women (TV) : Mrs. Blaine
- 1977 : Young Joe, the Forgotten Kennedy (TV) : Rose Kennedy
- 1977 : Hewitt's Just Different (TV) : Mrs. Arthur
- 1979 : Autoroute pour la mort (Death Car on the Freeway) (TV) : Dr. Rita Glass
- 1980 : City in Fear (TV) : Publisher's Assistant
- 1980 : Seed of Innocence : Sophie
- 1980 : The Competition : Mrs. Dietrich
- 1983 : Retour vers l'enfer (Uncommon Valor) : Mrs. MacGregor
- 1984 : Passions (TV) : Theona
- 1991 : Missing Pieces : Woman at Concert
- 1996 : No Easy Way : Alice Jacobson